# Prnjavor Veliki
Prnjavor Veliki (szerbül: Прњавор Велики), település Bosznia-Hercegovinában, a Szerb Köztársaság északi régiójában Doboj községben. 

## Fekvése
A település Bosznia-Hercegovina északi részén, Dobojtól légvonalban 14, közúton 22 km-re északnyugatra, a Krnjin régióban, az Ilova-folyó forrásvidékén, és a környező dombokon, 150-250 méteres magasságban található.

## Népessége
| Nemzetiségi csoport | Népesség 1991 | Népesség 2013 |
| ------------------- | ------------- | ------------- |
| Szerb               | 90            | 37            |
| Bosnyák             | 0             | 0             |
| Horvát              | 558           | 44            |
| Jugoszláv           | 0             | 0             |
| Egyéb               | 42            | 0             |
| Összesen            | 690           | 81            |

## Története
A területén található középkori eredetű alapfalak arra utalnak, hogy a település már a középkorban is templomos hely volt.
Augustin Miletić püspök 1813-as összeírása szerint a Derventa melletti Foča káplánságban többek között Prnjavor is szerepel, 15 katolikus házzal és 117 katolikussal, akik közül 76 felnőtt és 41 gyermek volt. 1855-ben Pernjavort 15 katolikus családdal és 137 katolikussal a fočai plébánia többi települése között tartották számon. 1864-ben Prnjavort 17 katolikus családdal és 131 katolikus lakossal említik a fočai plébánia települései között. 1877-ben, szintén a fočai plébánián, Prnjavorban 12 katolikus családot és 110 katolikus lakost jegyeztek fel. 1884-ben a fočai plébánián, Prnjavorban 121 katolikust számláltak.
A település 1878-ig tartozott az Oszmán Birodalomhoz, ekkor a berlini kongresszus határozata alapján az Osztrák-Magyar Monarchia része lett. 1879-ben az első osztrák-magyar népszámlálás során a Derventi járáshoz tartozó településnek 28 háztartása, 194 római katolikus és 16 ortodox lakosa volt. A monarchia szétesésével 1918-ban előbb a Szerb-Horvát-Szlovén Királyság, majd 1929-től a Jugoszláv Királyság része lett. 1921-ben a Doboji járáshoz tartozó községnek 506 lakosa volt, melyből 449 horvát római katolikus és 57 pravoszláv szerb volt. Az 1929-es törvény értelmében, amikor Bosznia-Hercegovinát négy banovinára, Drinskára, Vrbaskára, Zetskára és Primorskára osztották, a település a Vrbaska banovina része lett, amelynek székhelye Banja Luka volt.
A második világháborúban Jugoszlávia megszállása után a Független Horvát Állam (NDH) része lett. A második világháború után 1992-ig a település a szocialista Jugoszlávia keretében a Bosznia-Hercegovinai Népköztársaság része volt. Az 1992-1995-ös háború alatt, 1992 második felében a szerb szélsőségesek lerombolták a plébániatemplomot és a plébániaházat, melyből így csak a falak maradtak meg, és az összes horvát katolikust kiűzték. A boszniai háborút lezáró daytoni békeszerződés rendelkezése alapján az ország területét felosztották a Bosznia-hercegovinai Föderáció és a boszniai Szerb Köztársaság között. A békeszerződés utáni területmegosztási megállapodás értelmében a Boszniai Szerb Köztársasághoz és Doboj községhez került.

## Nevezetességei
- Crkvište - a Foča-folyó feletti enyhén hullámos területen egy kisebb halom található, benne építőanyag maradványokkal. A helyiek megmunkált köveket is találtak itt habarcs kötőanyagban. Az alapfalak között egykori padlózat maradványait is megtalálták. A maradványok alapján középkori templomra következtettek, melyet a lelőhely elnevezése is alátámaszt.[5]